# البحرين في الألعاب الأولمبية
البحرين في الألعاب الأولمبية تقوم اللجنة الأولمبية البحرينية بالإشراف في شؤون مشاركات البحرين في الألعاب الأولمبية، أول مشاركة للبحرين في الألعاب الأولمبية كانت في دورة 1984 في لوس أنجلوس في الولايات المتحدة حيث شاركت ب10 رياضيين ،أول ميدالية فازت بها البحرين كانت في الألعاب الأولمبية الصيفية 2012 في لندن عن العدائة الإثيوبية الأصل مريم جمال وقد فازت البحرين بالميدالية الذهبية في دورة 2008 في بكين عن طريق العداء رشيد رمزي إلا أنها سحبت منه لتناوله المنشطات.